# Lissosculpta silvarum
Lissosculpta silvarum là một loài tò vò trong họ Ichneumonidae.